# Svenska mästerskapen i friidrott 2004
Svenska mästerskapen i friidrott 2004 var uppdelat i
- SM terräng den 1 till 2 maj i Ånnaboda friluftsområde i Örebro, arrangörsklubbar Örebro AIK och IF Spartacus,
- SM maraton den 5 juni i Stockholm, arrangörsklubbar Hässelby SK och Spårvägens FK,
- SM stafett den 12 till 13 juni på Stockholms stadion i Stockholm, arrangörsklubb Stockholms FIF,
- SM lag den 6 juli på Slottsskogsvallen i Göteborg, arrangörsklubb Göteborgs FIF,
- SM mångkamp den 24 och 25 juli på Finnvedsvallen i Värnamo, arrangörsklubb Wärnamo SK,
- Stora SM den 6  till 8 augusti på Tingvalla IP i Karlstad,  arrangörsklubb IF Göta,
- SM halvmaraton den 11 september i Stockholm, arrangörsklubbar Hässelby SK, Spårvägens FK och Turebergs FK.

Tävlingen var det 109:e svenska mästerskapet.

## Medaljörer, resultat

### Herrar
| Gren                     | Guld                | Guld                                                          | Guld     | Silver           | Silver                                                            | Silver   | Brons             | Brons                                                                | Brons    |
| 100 meter                | Johan Wissman       | IFK Helsingborg                                               | 10,45    | Johan Engberg    | IF Göta                                                           | 10,57    | Erik Wahn         | IFK Helsingborg                                                      | 10,57    |
| 200 meter                | Johan Wissman       | IFK Helsingborg                                               | 20,63    | Erik Wahn        | IFK Helsingborg                                                   | 21,00    | Johan Engberg     | IF Göta                                                              | 21,03    |
| 400 meter                | Andreas Mokdasi     | Hässelby SK                                                   | 46,97    | Thomas Nikitin   | Spårvägens FK                                                     | 47,05    | Jimisola Laursen  | Malmö AI                                                             | 47,35    |
| 800 meter                | Rizak Dirshe        | Malmö AI                                                      | 1:46,64  | Mattias Claesson | Hässelby SK                                                       | 1:47,07  | Jonas Dufwenberg  | Turebergs FK                                                         | 1:48,84  |
| 1 500 meter              | Mattias Norling     | Turebergs FK                                                  | 3:54,95  | John Laselle     | Turebergs FK                                                      | 3:55,42  | Olle Walleräng    | Råby Rekarne FI                                                      | 3:56,40  |
| 5 000 meter              | Mustafa Mohamed     | Hälle IF                                                      | 14:17,27 | Henrik Skoog     | Spårvägens FK                                                     | 14:19,09 | Erik Sjöqvist     | Enhörna IF                                                           | 14:24,48 |
| 10 000 meter             | Erik Sjöqvist       | Enhörna IF                                                    | 29:18,01 | Claes Nyberg     | IF Göta                                                           | 29:21,59 | Alfred Shemweta   | Hässelby SK                                                          | 28:59.85 |
| Halvmaraton              | Said Regragui       | Hässelby SK                                                   | 1:05:19  | Magnus Bergman   | Enhörna IF                                                        | 1:07:01  | Patrik Tjärdal    | Enhörna IF                                                           | 1:07:04  |
| Maraton                  | Alfred Shemweta     | Hässelby SK                                                   | 2:21:55  | Patrik Gustafson | Brittatorps TK                                                    | 2:24:45  | Peter Koskenkorva | Hässelby SK                                                          | 2:26:50  |
| 4 km terräng             | Henrik Skoog        | Spårvägens FK                                                 | 11:32    | Erik Sjöqvist    | Enhörna IF                                                        | 11:42    | Kristian Algers   | Enhörna IF                                                           | 11:42    |
| 12 km terräng            | Mustafa Mohamed     | Hälle IF                                                      | 37:27    | Erik Sjöqvist    | Enhörna IF                                                        | 37:52    | Claes Nyberg      | IF Göta                                                              | 38:00    |
| 4 km terräng lagtävling  | Enhörna IF          | Erik Sjöqvist, Kristian Algers, Patrik Tjärdal                | 35:54    | Spårvägens FK    | Henrik Skoog, Kent Claesson, Andreas Carlborg                     | 36:32    | Hammarby IF       | Mounir El Guerouaoui, Rachid Benjira, Rickard Pell                   | 36:40    |
| 12 km terräng lagtävling | Enhörna IF          | Erik Sjöqvist, Kristian Algers, Patrik Tjärdal                | 1:56:09  | Hässelby SK      | Said Regragui, Peter Koskenkorva, Alfred Shemweta                 | 1:57:23  | Hälle IF          | Mustafa Mohamed, Joakim Johansson, Erik Öhlund                       | 1:58:23  |
| 110 meter häck           | Robert Kronberg     | IF Kville                                                     | 13,47    | Philip Nossmy    | Malmö AI                                                          | 13,69    | Christian Sjöberg | Mariestads AIF                                                       | 14,42    |
| 400 meter häck           | Alexander Ljunggren | IFK Helsingborg                                               | 51,60    | Mikael Jakobsson | KFUM Örebro                                                       | 52,52    | Niklas Larsson    | Hässelby SK                                                          | 53,31    |
| 3 000 meter hinder       | Henrik Skoog        | Spårvägens FK                                                 | 8:38,91  | Per Jacobsen     | IF Göta                                                           | 8:55,04  | Rachid Benjira    | Hammarby IF                                                          | 8:59,90  |
| 4 x 100 meter            | Malmö AI            | Daniel Persson, Martin Hajdu, Per Strandquist, Pontus Nilsson | 41,25    | Spårvägens FK    | Aristide Bamane, Tomas Olszowy, Martin Skeppstedt, Thomas Nikitin | 41,67    | Hässelby SK       | Mikael Ahl, Lukas Nilsson, Andreas Mokdasi, Daniel Almgren           | 41,79    |
| 4 x 400 meter            | Malmö AI            | Göran Olofsson, Gustav Sewall, Martin Hajdu, Jimisola Laursen | 3:12,57  | Hässelby SK      | Tor Pöllönen, Albin Johansson, Mattias Claesson, Andreas Mokdasi  | 3:12,86  | Spårvägens FK     | Tomas Olszowy, Andrus Klaar, Jan Olszowy, Thomas Nikitin             | 3:14,78  |
| 4 x 800 meter            | Malmö AI            | Ken Pihlblad, Jörgen Zaki, Göran Olofsson, Rizak Dirshe       | 7:21,80  | Hammarby IF      | Daniel Norberg, Johan Klinteskog, Fredrik Karlsson, Rickard Pell  | 7:22,63  | Turebergs FK      | Fredrik Kjellberg, Thomas Byrberg, Jonas Dufwenberg, Mattias Norling | 7:27,46  |
| 4 x 1 500 meter          | Malmö AI            | Ken Pihlblad, Jörgen Zaki, Ahmed Mohamed, Rizak Dirshe        | 15:27,06 | Turebergs FK     | Thomas Byrberg, John Laselle, Mattias Norling, Fredrik Kjellberg] | 15:34,77 | Hammarby IF       | Daniel Norberg, Per Synnerman, Rachid Benjira, Mounir ElGuerouaoui   | 15:35,21 |
| Höjdhopp                 | Stefan Holm         | Kils AIK                                                      | 2,30     | Staffan Strand   | Hässelby SK                                                       | 2,30     | Linus Thörnblad   | IFK Lund                                                             | 2,26     |
| Stavhopp                 | Oscar Janson        | Ullevi FK                                                     | 5,65     | Alhaji Jeng      | Örgryte IS                                                        | 5,35     | Jesper Fritz      | Malmö AI                                                             | 5,20     |
| Längdhopp                | Daniel Arnsten      | Trångsvikens IF                                               | 7,61     | David Frykholm   | IF Göta                                                           | 7,57     | Håkan Johansson   | Sollefteå GIF                                                        | 7,35     |
| Tresteg                  | Anton Andersson     | Örgryte IS                                                    | 16,34    | Martin Eriksson  | Örgryte IS                                                        | 15,77    | Johan Attersand   | Hammarby IF                                                          | 15,65    |
| Kula                     | Jimmy Nordin        | Malmö AI                                                      | 19,11    | Magnus Lohse     | Mölndals AIK                                                      | 18,72    | Staffan Jönsson   | Hässelby SK                                                          | 16,62    |
| Diskus                   | Niklas Arrhenius    | Spårvägens FK                                                 | 56,83    | Henrik Wennberg  | Upsala IF                                                         | 53,20    | Robert Melin      | Bottnaryds IF                                                        | 51,91    |
| Slägga                   | Bengt Johansson     | Västerås FK                                                   | 70,20    | Mattias Jons     | Hässelby SK                                                       | 65,39    | Per Karlsson      | IFK Växjö                                                            | 64,02    |
| Spjut                    | Mikael Snällfot     | Nedre Sopporo IK                                              | 76,12    | Mats Nilsson     | Klippans FK                                                       | 76,07    | Andreas Wulff     | IFK Växjö                                                            | 75,29    |
| Tiokamp                  | Patrik Melin        | Gefle IF                                                      | 7 268    | Michael Hoffer   | Väsby IK                                                          | 7 115    | Andrus Klaar      | Spårvägens FK                                                        | 6 468    |
| Lagtävling               | Hässelby SK         | -                                                             | 110      | IF Göta          | -                                                                 | 100      | Spårvägens FK     | -                                                                    | 92,5     |

### Damer
| Gren                    | Guld                     | Guld                                                                                  | Guld     | Silver             | Silver                                                         | Silver   | Brons                       | Brons                                                                      | Brons    |
| 100 meter               | Carolina Klüft           | IFK Växjö                                                                             | 11,55    | Jenny Kallur       | Falu IK                                                        | 11,57    | Petronella Dahlerus         | Malmö AI                                                                   | 11,87    |
| 200 meter               | Ellinor Stuhrmann        | Malmö AI                                                                              | 23,93    | Lena (Udd) Aruhn   | Ume FI                                                         | 23,98    | Emma Björkman               | IF Göta                                                                    | 24,28    |
| 400 meter               | Lena (Udd) Aruhn         | Ume FI                                                                                | 53,02    | Ellinor Stuhrmann  | Malmö AI                                                       | 53,55    | Emma Björkman               | IF Göta                                                                    | 53,88    |
| 800 meter               | Therese Ahlepil          | Rånäs 4H                                                                              | 2:07,11  | Carolina Nyhlén    | Täby IS                                                        | 2:07,31  | Louise Fredriksson          | IF Göta                                                                    | 2:08,05  |
| 1 500 meter             | Flo Jonsson              | Spårvägens FK                                                                         | 4:27,08  | Hanna Karlsson     | Malmö AI                                                       | 4:27,93  | Madeleine Mattsson          | Hässelby SK                                                                | 4:30,81  |
| 5 000 meter             | Ida Nilsson              | Högby IF                                                                              | 16:42,33 | Anna Rahm          | Rånäs 4H                                                       | 16:47,73 | Anneli Fransson             | Rånäs 4H                                                                   | 16:56,30 |
| 10 000 meter            | Lena Gavelin             | Trångsvikens IF                                                                       | 34:41,09 | Anna Rahm          | Rånäs 4H                                                       | 34:57,96 | Helena Olofsson             | Rånäs 4H                                                                   | 35:21,58 |
| Halvmaraton             | Lena Gavelin             | Trångsvikens IF                                                                       | 1:13:45  | Anna Rahm          | Rånäs 4H                                                       | 1:14:58  | Christin Johansson          | IF Kville                                                                  | 1:16:43  |
| Maraton                 | Susanne Johansson        | Hässelby SK                                                                           | 2:50:30  | Ulrika Janemon     | Hässelby SK                                                    | 2:51:43  | Ingmarie (Nilsson) Eriksson | Hässelby SK                                                                | 2:58:09  |
| 4 km terräng            | Lisa Blommé              | Hässelby SK                                                                           | 13:49    | Christin Johansson | IF Kville                                                      | 14:00    | Catarina Asph               | IFK Mora                                                                   | 14:03    |
| 8 km terräng            | Lisa Blommé              | Hässelby SK                                                                           | 29:30    | Catarina Asph      | IFK Mora                                                       | 29:49    | Helena Olofsson             | Rånäs 4H                                                                   | 29:53    |
| 4 km terräng lagtävling | Hässelby SK              | Lisa Blommé, Annica Wenngren-Andersson, Ulrica Janemon                                | 42:51    | Rånäs 4H           | Helena Olofsson, Anna Lindh, Anneli Fransson                   | 43:08    | IF Kville                   | Christin Johansson, Karin Schön, Paula Wass                                | 44:59    |
| 8 km terräng lagtävling | Hässelby SK, lag 1       | Lisa Blommé, Annica Wenngren-Andersson, Ulrica Janemon                                | 1:29:55  | IF Kville          | Christin Johansson, Paula Wass, Katarina Johansson             | 1:36:12  | Hässelby SK, lag 2          | Louise Wikner, Susanne Johansson, Marianne Fricke                          | 1:37:44  |
| 100 meter häck          | Susanna Kallur           | Falu IK                                                                               | 12,83    | Jenny Kallur       | Falu IK                                                        | 13,03    | Daniela Lincoln Saavedra    | Malmö AI                                                                   | 13,73    |
| 400 meter häck          | Erica Mårtensson         | IFK Växjö                                                                             | 57,41    | Nadja Petersen     | Huddinge AIS                                                   | 57,44    | Louise Gundert              | IFK Lidingö                                                                | 57,61    |
| 3 000 meter hinder      | Ida Nilsson              | Högby IF                                                                              | 10:20,75 | Ebba Stenbäck      | Söderköpings FIK                                               | 10:40,56 | Sofia Bernestål             | Sävedalens AIK                                                             | 12:03,02 |
| 4 x 100 meter           | Malmö AI                 | Ellinor Stuhrmann, Petronella Dahlerus, Pernilla Tornemark, Daniella Lincoln Saavedra | 45,55    | IF Göta            | Emma Rienas, Emma Björkman, Elin Lundqvist, Erika Persson      | 46,57    | IFK Växjö                   | Erica Mårtensson, Carolina Klüft, Emma Magnusson, Frida Svensson           | 47,66    |
| 4 x 400 meter           | IFK Växjö                | Emma Magnusson, Maria Warensjö, Erica Mårtensson, Carolina Klüft                      | 3:42,28  | IF Göta            | Emma Rienas, Louise Fredriksson, Elin Lundqvist, Emma Björkman | 3:43,72  | Malmö AI                    | Petronella Dahlerus, Hanna Karlsson, Pernilla Tornemark, Ellinor Stuhrmann | 3:44,43  |
| 4 x 800 meter           | Rånäs 4H                 | Ulrika Johansson, Therese Ahlepil, Kristin Ahlepil, Annika Gerner                     | 8:58,21  | Spårvägens FK      | Linnéa Smeds, Malin Kemi, Marlin Brown, Flo Jonsson            | 9:04,49  | Hässelby SK                 | Helena Sundh, Lisa Blommé, Johanna Hallberg, Jenni Nilsson                 | 9:16,51  |
| 3 x 1 500 meter         | Rånäs 4H, lag 1          | Anneli Fransson, Therese Ahlepil, Kristin Ahlepil                                     | 14:05,87 | Hässelby SK        | Helena Sundh, Helena Mattsson, Lisa Blommé                     | 14:10,28 | Rånäs 4H, lag2              | Ulrika Johansson, Beatrice Odén, Helena Olofsson                           | 15:05,45 |
| Höjdhopp                | Carolina Klüft           | IFK Växjö                                                                             | 1,90     | Emma Green         | Örgryte IS                                                     | 1,86     | Helena Redborg              | Turebergs FK                                                               | 1,78     |
| Stavhopp                | Linda Persson (Berglund) | IFK Växjö                                                                             | 4,16     | Hanna-Mia Persson  | Kalmar SK                                                      | 4,06     | Klara Persson               | Spårvägens FK                                                              | 3,90     |
| Längdhopp               | Daniela Lincoln Saavedra | Malmö AI                                                                              | 6,10     | Lina Quick         | Gefle IF                                                       | 6,08     | Sofie Andersson             | IF Kville                                                                  | 6,06     |
| Tresteg                 | Mfon Etim                | Angereds IS                                                                           | 12,91    | Kajsa Levin        | Tranås AIF                                                     | 12,85    | Malin Svensson              | IFK Helsingborg                                                            | 12,66    |
| Kula                    | Linda-Marie Mårtensson   | Hässelby SK                                                                           | 16,07    | Helena Engman      | Riviera FI                                                     | 15,86    | Catarina Andersson          | IFK Helsingborg                                                            | 15,27    |
| Diskus                  | Anna Söderberg           | Ullevi FK                                                                             | 59,08    | Annika Larsson     | Gefle IF                                                       | 51,85    | Maria Pettersson            | IFK Helsingborg                                                            | 50,06    |
| Slägga                  | Cecilia Nilsson          | IK Ymer                                                                               | 65,85    | Marie Hilmersson   | Hässelby SK                                                    | 57,86    | Tracey Andersson            | Heleneholms IF                                                             | 57,64    |
| Spjut                   | Katarina Eklöf           | Huddinge AIS                                                                          | 53,74    | Annika Petersson   | Gefle IF                                                       | 49,25    | Elisabet (Nagy) Wahlander   | Alingsås IF                                                                | 48,88    |
| Sjukamp                 | Marie Barenfeld          | KFUM Örebro                                                                           | 5 110    | Malin Svensson     | IFK Helsingborg                                                | 5 012    | Petra Eklund                | Täby IS                                                                    | 4 953    |
| Lagtävling              | Hässelby SK              | -                                                                                     | 99       | IF Göta            | -                                                              | 95       | IFK Växjö                   | -                                                                          | 87,5     |

### Fotnoter
1. ↑  Wiger 2006, s. 31.
2. ↑  Wiger 2006, s. 36.
3. ↑  Wiger 2006, s. 41.
4. ↑  Wiger 2006, s. 45.
5. ↑  Wiger 2006, s. 49.
6. ↑  Wiger 2006, s. 53.
7. ↑  Wiger 2006, s. 57.
8. ↑  Wiger 2006, s. 61.
9. ↑  Wiger 2006, s. 70.
10. ↑  Wiger 2006, s. 75.
11. ↑  Wiger 2006, s. 77.
12. ↑  Wiger 2006, s. 88.
13. ↑  Wiger 2006, s. 81.
14. ↑  Wiger 2006, s. 91.
15. ↑  Wiger 2006, s. 95.
16. ↑  Wiger 2006, s. 99.
17. ↑  Wiger 2006, s. 67.
18. ↑  Wiger 2006, s. 154.
19. ↑  Wiger 2006, s. 160.
20. ↑  Wiger 2006, s. 164.
21. ↑  Wiger 2006, s. 171.
22. ↑  Wiger 2006, s. 103.
23. ↑  Wiger 2006, s. 107.
24. ↑  Wiger 2006, s. 111.
25. ↑  Wiger 2006, s. 115.
26. ↑  Wiger 2006, s. 125.
27. ↑  Wiger 2006, s. 129.
28. ↑  Wiger 2006, s. 133.
29. ↑  Wiger 2006, s. 137.
30. ↑  Wiger 2006, s. 145.
31. ↑  Wiger 2006, s. 173.
32. ↑  Wiger 2006, s. 181.
33. ↑  Wiger 2006, s. 184.
34. ↑  Wiger 2006, s. 187.
35. ↑  Wiger 2006, s. 190.
36. ↑  Wiger 2006, s. 193.
37. ↑  Wiger 2006, s. 196.
38. ↑  Wiger 2006, s. 196.
39. ↑  Wiger 2006, s. 199.
40. ↑  Wiger 2006, s. 199.
41. ↑  Wiger 2006, s. 202.
42. ↑  Wiger 2006, s. 206.
43. ↑  Wiger 2006, s. 204.
44. ↑  Wiger 2006, s. 207.
45. ↑  Wiger 2006, s. 212.
46. ↑  Wiger 2006, s. 214.
47. ↑  Wiger 2006, s. 196.
48. ↑  Wiger 2006, s. 246.
49. ↑  Wiger 2006, s. 251.
50. ↑  Wiger 2006, s. 255.
51. ↑  Wiger 2006, s. 256.
52. ↑  Wiger 2006, s. 219.
53. ↑  Wiger 2006, s. 220.
54. ↑  Wiger 2006, s. 222.
55. ↑  Wiger 2006, s. 225.
56. ↑  Wiger 2006, s. 227.
57. ↑  Wiger 2006, s. 230.
58. ↑  Wiger 2006, s. 232.
59. ↑  Wiger 2006, s. 234.
60. ↑  Wiger 2006, s. 239.
61. ↑  Wiger 2006, s. 258.